# Fédération pan-chypriote du travail
 (août 2025).
Si vous disposez d'ouvrages ou d'articles de référence ou si vous connaissez des sites web de qualité traitant du thème abordé ici, merci de compléter l'article en donnant les références utiles à sa vérifiabilité et en les liant à la section « Notes et références ».
La Fédération Pan-chypriote du Travail (PEO) (grec moderne : Παγκύπρια Εργατική Ομοσπονδία  Παγκύπρια Εργατική Ομοσπονδία, turc : Tüm Kıbrıs İşçi Federasyonu), est une organisation faîtière des syndicats à Chypre

## Histoire
Lorsque l'AKEL est interdit par le gouvernement colonial britannique de Chypre en 1955, le PEO étant la seule entité politique de gauche à chypre durant cette période, il était donc la vitrine légale de l'AKEL à chypre. 
Le PEO comptait des membres issus de tous les groupes ethniques de Chypre. En 1958, l'organisation nationaliste chypriote turque TMT a lancé une campagne de terreur contre les membres chypriotes turcs du PEO, tuant le journaliste Fazıl Önder et tentent d'assassiner le chef du bureau turc du PEO, Ahmet Sadi. À la suite de ces événements, la plupart des Chypriotes turcs ont quitté le syndicat et les membres du PEO sont depuis majoritairement des chypriotes grecs.
Le PEO est affilié à la Fédération syndicale mondiale.
| Liste des Secrétaire Généraux | Liste des Secrétaire Généraux |
| Période                       | Nom                           |
| ----------------------------- | ----------------------------- |
| 1941–1943                     | Andreas Fantis                |
| 1943–1987                     | Andreas Ziartides             |
| 1987–1990)                    | Pavlos Diglis                 |
| 1990-1999                     | Abraham Antoniou              |
| 1999–2022                     | Pambis Kyritsi                |
| Depuis 2022                   | Sotiroula Charalambous        |